# ヤン・モラーヴェク
ヤン・モラーヴェク（Jan Morávek 、1989年11月1日 - ）は、チェコ・プラハ出身のプロサッカー選手。チェコ代表。ポジションは、ミッドフィールダー。

## 経歴

### クラブ
1995年からボヘミアンズ1905でプレーを始め、2006年にトップ昇格した。2007年6月8日の1. HFK Olomouc戦でトップチームデビュー。11月12日のACスパルタ・プラハ戦でリーグ戦初出場。
2008年11月、シャルケ04のトライアウトを受け、2009年3月24日に4年契約を結んだ。2010年夏から1.FCカイザースラウテルンに1シーズンレンタル移籍。その後シャルケに戻ったが、半年ほどでFCアウクスブルクにレンタル移籍。

### 代表
U19年代からチェコ代表に選出されている。
2010年3月3日にチェコで行われたサッカースコットランド代表との親善試合で、ヤロスラフ・プラシルとの交代で後半開始から途中出場し代表初キャップ。

## タイトル
シャルケ
- DFLスーパーカップ: 2011